# مارغريت جيبسون (كاتبة)
مارغريت جيبسون (بالإنجليزية: Margaret Gibson)‏ هي كاتِبة وشاعرة أمريكية، ولدت في 17 فبراير 1944 في فيلادلفيا في الولايات المتحدة.